# بروس والتون
بروس والتون (بالإنجليزية: Bruce Walton)‏ هو لاعب كرة قاعدة أمريكي، ولد في 25 ديسمبر 1962 في بيكرسفيلد في الولايات المتحدة.

## وصلات خارجية
- بروس والتون على موقعبيزبول رفرنس.كوم (الدوري الرئيسي) (الإنجليزية)
- بروس والتون على موقعبيزبول رفرنس.كوم (الدوري الثانوي) (الإنجليزية)